# Hunfrid de Istria
Hunfrid a fost margraf de Istria și, potrivit unor surse, duce de Friuli de la 799 până în jur de 804. De asemenea, a fost considerat ca întemeietor al familiei Hunfridingilor.
Hunfrid apare menționat în Istria pentru prima dată în 799, în același an în care ducele Eric de Friuli a murit.
El a fost un alaman și conte în provincia Raetia, în 806 și 808. Având la bază prezența sa într-o listă de personaje din libri memoriales din Reichenau și St. Gallen, se deduce că ar fi fost căsătorit cu Hitta (Hidda), probabil nepoata lui Gerold de Vinzgouw, așadar o verișoară sau nepoată a predecesorului lui Hunfrid în Friuli, Eric de Friuli. În conformitate cu aceleași cărți memoriale, el a fost probabil tatăl lui Adalbert I, succesorul său din Raetia, al lui Odalric, care va deveni conte de Barcelona și al lui Hunfrid al II-lea de Raetia, care va deveni dux super Redicam (duce asupra Raetiei) și tată al viitorilor Hunfridingi din Ducatul de Suabia.